# Microstylum pica
Microstylum pica là một loài ruồi trong họ Asilidae. Microstylum pica được Macquart miêu tả năm 1846.